# Lepadogaster
Lepadogaster este un gen de pești răpitori marini de talie mică, din familia gobiesocide, care trăiesc pe fundurile stâncoase ale mărilor din vecinătatea țărmului, mișcându-se destul de greoi, printre alge. Au corpul alungit, ușor turtit dorsoventral anterior și lateral posterior. Solzii lipsesc. Tegumentul acoperit cu mucus abundent. Ventral au în regiunea anterioară un disc adeziv (ventuză) mare, care le permite să adere la pietrele și plantele de pe fundului mării și să reziste acțiunii valurilor în apele marine puțin adânci din apropierea țărmului continental. Au botul alungit, prevăzut cu dinți numeroși și mărunți. Se hrănesc cu mici crustacee, gasteropode și moluște bivalve, dar și cu icre de pești și pești mici. Genul Lepadogaster conține 3 specii răspândite în regiunea nord-vestică a Oceanului Atlantic, Marea Mediterană și Marea Neagră. Pe litoralul românesc al Mării Negre trăiesc 2 specii: Lepadogaster lepadogaster, de 10 cm, la care înotătoarele dorsală  și anală  se  unesc  cu  înotătoarea caudală și Lepadogaster candollei, de 12 cm, la care dorsala și anala nu ating caudala.